# Mercurius Friausius

Weihinschrift mit Nennung des Mercurius Friausius

Umzeichnung des Textes der Weihinschrift

Mercurius Friausius ist eine germanische Gottheit der niederrheinischen römischen Provinz Germania inferior, die einzig belegt ist durch eine Weiheinschrift des 1. bis 2. Jahrhundert n. Chr. aus dem niederländischen Ubbergen, Provinz Gelderland.
Beim Fundstück handelt es sich um eine stark beschädigte Statuette mit Inschriftensockel, die in zwei Fragmenten 1821 an der Gemarkung „Hengstberg“, einer Anhöhe circa einen Kilometer südöstlich des Legionslagers von Noviomagus, dem antiken Nijmegen, gefunden wurde. Sie wird heute im Museum Het Valkhof (Provinciaal Museum G. M. Kam) Nijmegen aufbewahrt (Inv. BA.I.7.). Der Sockel als Inschriftträger hat heute eine Höhe von 48 cm, ursprünglich war die Gesamthöhe mit intakter Figur circa 95 cm hoch, sie hatte eine Breite von 56 cm und eine Tiefe von 23 cm und wurde aus Kalkstein aus einen Block gehauen. Mercurius wird stehend dargestellt, bekleidet mit einem Mantel und mit Flügelschuhen versehen. Während er einen Hermesstab in der linken Hand hält, hatte er vermutlich in der rechten Hand einen Geldbeutel. Auf der Sockeloberseite sind Reste von attributiven Tieren als Begleiter des Gottes zu sehen; links nach außen gerichtet ein auf dem Rücken liegender Widder. Auf der rechten Seite ist die Spur eines Hahnenfußes zu sehen.
Die Inschrift ist stark berieben, einzelne Buchstaben fehlen, sind jedoch ohne Schwierigkeiten ergänzbar und insgesamt lesbar. M und E bilden eine Ligatur. Lediglich bei den ersten zwei Buchstaben, die fast zur Gänze beschädigt sind, war lediglich der obere Teil von Hasten (Zangemeister, CIL XIII siehe Bild) erkennbar. Die genaue Lesung war zunächst bis in die zweite Hälfte des 20. Jahrhunderts umstritten beziehungsweise unsicher. Die ältesten Corpora (Brambach CiRh Nr. 97) übernahmen mehr oder weniger die Lesung der Erstbeschreibung durch Janssen [.]BIA VISO. Erst die Untersuchung durch Bogaers ergab zweifelsfrei, dass die ersten Schriftzeichen ein F und R sind, was im Nachgang in die gegenwärtigen Corpora eingepflegt wurde.
[D]eo Mercuri[o]
[Fr?]iausio
[S]impliciu[s]
Ingenu[s]
v(otum) s(olvit) l(ibens) m(erito)
Das sogenannte Pseudogentiliz, der Gentilname Simplicius nach römischem Vorbild, zeichnet den Stifter als Einheimischen, mutmaßlichen Bataver aus. Daher wurden in der Forschung bei der Deutung des Beinamens als germanischen Merkur in Zusammenhang mit der schwierigen Lesungen nach den älteren Ausgaben wie *Eriausius unter Bezugnahme von gotischen Personennamen wie Eriulfus oder Erilieva Lösungen gesucht. Die heutige mehrheitlich akzeptierte Lesung als *Friausius ist germanisch deutbar. Edgar Charles Polomé wertet diese Deutungen als spekulativ in Verbindung mit der Ausgangsbasis der Rekonstruktion der ersten Silbe des Beinamens zur Vollform *Friausius. Germanisch Fria- ist zu germanisch *frija = lieb stellbar, oder zu *fri- = frei; und nach Rudolf Simek in Anlehnung an Siegfried Gutenbrunner gesamt zu *fri(h)alsio ergänzbar wäre in der Bedeutung von „frei, ungeknechtet sein“. Deutungen die zum Charakter eines germanischen Merkur im Sinne von Wodan ungewöhnlich sind wie im Gegensatz zum Beleg des Mercurius Hranno.